# カルペネードロ
カルペネードロ（伊: Carpenedolo）は、イタリア共和国ロンバルディア州ブレシア県にある、人口約13,000人の基礎自治体（コムーネ）。

## 地理

### 位置・広がり

#### 隣接コムーネ
隣接するコムーネは以下の通り。括弧内のMNはマントヴァ県所属を示す。
- アックアフレッダ
- カルヴィザーノ
- カステル・ゴッフレード (MN)
- カスティリオーネ・デッレ・スティヴィエーレ (MN)
- モンティキアーリ

### 地震分類
イタリアの地震リスク階級 (it) では、3 に分類される
。

## 行政

### 分離集落
カルペネードロには、以下の分離集落（フラツィオーネ）がある。
- Cornali, Gerole, Lame, Lametta, Livelli, Ravere, Sant'Apollonia, Taglie, Tezze, Uve Bianche